# Шрамківський цукровий завод
Шрамківський цукровий завод — підприємство харчової промисловості засноване в селі Шрамківка, Пирятинського повіту Полтавської губернії Російської імперії, ключове підприємство в інфраструктурі села, що відігравало ключову роль у його історії 20 століття.

## Історія
У 1909 році в селі Шрамківка Ковалевської волості Пирятинського повіту Полтавської губернії Російської імперії почалося будівництво цукрового заводу, який розпочав роботу в 1911 році. Сировиною для виробництва були цукрові буряки. З квітня 1910 року, по жовтень 1912 року, на цукровому заводі працював майбутній генерал-майор Михайло Дмитрович Гончаров. Восени 1918 року в повіті встановлено владу Української Народної Республіки. Надалі, до 1920 року, Шрамківка залишалася в зоні бойових дій громадянської війни, але згодом була окупована радянськими військами.
У першій половині вересня 1920 року було здійснено спробу визволити Шрамківку з радянської окупації, завод було звільнено повстанським загоном Сурупа і Жадана, але згодом окупанти знову загарбали село. 7 листопада того ж року, коли на цукрозаводі окупаційна влада збиралася святкувати третю річницю жовтневого перевороту в Петрограді, повстанський загін Сурупа і Жадана знову здійснив спробу звільнення села, радянське керівництво заводу і комуністичну владу загалом було вибито. Загін розташувався на відпочинок на широкій леваді і став перековувати коней, але в цей час на них напав з боку Кононівки кавалерійський полк радянських окупантів.
У 1921 році на цукрозаводі розташовувався гарнізон червоної армії для терору жителів села. Після тривалої перерви з 1918 року, тільки з 1921 року цукрозавод відновив свою роботу. У 1922 році до складу цукрозаводу увійшов Драбівський радгосп.
З 1950-х років. на цукрозаводі працював відомий житель села Шрамківка, колишній шкільний вчитель фізкультури та військової підготовки з числа представників козачого стану Полтавської губернії Антон Андрійович Долгий (1903—2004), уродженець села Капустинці, довгожитель, очевидець багатьох подій в історії колишнього Пирятинського повіту Полтавської губернії, у тому числі розкуркулення, колективізації, голодомору, сталінських репресій, гітлерівської окупації села, вчитель та багаторічний співрозмовник уродженця села Шрамківка, заслуженого українського краєзнавця Володимира Павловича Щерби, зібрав чимало фактів з історії цукрозаводу в рідному селищі.
В ході Другої світової війни з вересня 1941 до вересня 1943 року село було окуповане німецькими військами, у цей час на території цукроварні знаходився концентраційний табір для радянських військовополонених.
Після закінчення бойових дій завод було відновлено і у 1945 році він відновив роботу. Після війни завод був перетворений на Шрамківський цукровий комбінат (до складу якого увійшли цукровий завод та бурякорадгосп, на балансі якого знаходилося 2,6 тис. га землі). У 1972 році загальна чисельність робітників та інженерно-технічних співробітників заводу становила 692 людини, десять із них за виробничі досягнення були нагороджені орденами та медалями СРСР. Загалом, у радянські часи цукровий комбінат був найбільшим підприємством селища, на його балансі перебували об'єкти соціальної інфраструктури.
Після проголошення незалежності України комбінат перейшов у володіння Державного комітету харчової промисловості України. У липні 1995 року Кабінет Міністрів України ухвалив рішення про приватизацію комбінату. Надалі державне підприємство було перетворене на відкрите акціонерне товариство «Шрамківський цукровий завод». Також, у 1996 році було випущено короткометражний фільм, присвячений історії підприємства.